# 프스코프주
프스코프주(러시아어: Пско́вская о́бласть 프스콥스카야 오블라스티[*])는 러시아의 (주) 연방주체로, 서부에 위치한다. 행정중심은 도시인 프스코프이다. 2021년 인구 조사에 따르면 인구는 599,084명이었다.

## 지리

### 시간대
모스크바 시간 (MSK/MSD)에 놓여 있다. UTC와의 시차는 +03:00 (MSK)/+04:00 (MSD)이다.

## 주민
주민의 95%가 러시아인, 2%가 우크라이나인, 나머지는 에스토니아인이다.
| 연도                | 인구      | ±%     |
| ------------------- | --------- | ------ |
| 1897                | 1,122,317 | —      |
| 1926                | 1,788,418 | +59.4% |
| 1939                | 1,549,800 | −13.3% |
| 1959                | 951,866   | −38.6% |
| 1970                | 875,293   | −8.0%  |
| 1979                | 850,035   | −2.9%  |
| 1989                | 846,449   | −0.4%  |
| 2002                | 760,810   | −10.1% |
| 2010                | 673,423   | −11.5% |
| 2021                | 599,084   | −11.0% |
| Source: Census data |           |        |

인구: 599,084 (2021년 인구 조사); 673,423 (2010년 인구 조사); 760,810 (2002년 인구 조사); 846,449 (1989년 인구 조사).

## 행정 구역

### 군
- 베자니츠키군
- 데도비치스키군
- 드놉스키군
- 그돕스키군
- 크라스노고로츠키군
- 쿠니인스키군
- 로크냔스키군
- 네벨스키군
- 노보르젭스키군
- 노보소콜니체스키군
- 오포체츠키군
- 오스트롭스키군
- 팔킨스키군
- 페초르스키군
- 플류스키군
- 포르홉스키군
- 프스콥스키군
- 푸시키노고르스키군
- 푸스토시킨스키군
- 피탈롭스키군
- 세베시스키군
- 스트루고크라스넨스키군
- 우스뱌츠키군
- 벨리콜룩스키군